# Lucrina Fetti
Pour les articles homonymes, voir Fetti.

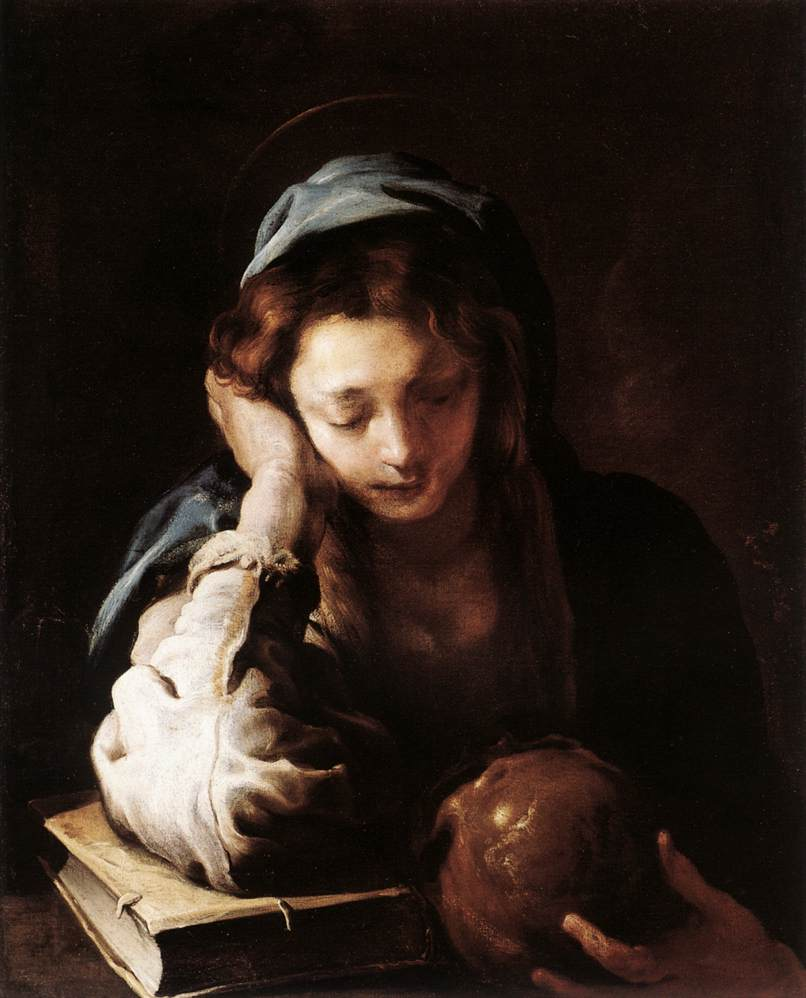
La Repentante Sainte Marie-Madeleine, actuellement attribuée à son frère, mais dont une copie lui est attribuée.

Lucrina Fetti, probablement née vers 1595 à Rome sous le nom de Giustina, et morte vers 1673 à Mantoue, est une peintre italienne.

## Biographie
Lucrina Fetti naît probablement vers 1595 à Rome sous le nom de Giustina. Elle est la fille d'un peintre moins connu, Pietro Fetti, et la sœur et l'élève du peintre le plus notable de la famille, Domenico Fetti. Elle accompagne sa famille à Mantoue lorsque son frère est invité à être peintre de la cour de Ferdinando Gonzaga, duc de Mantoue. Le 3 décembre 1614, le duc Ferdinando donne en exclusivité à Giustina une dot de 150 scudi pour qu'elle puisse devenir nonne au couvent de Sainte-Ursule. Une fois entrée au couvent, elle  choisit de changer son nom en "Lucrina". Elle est connue pour ses œuvres religieuses réalisées dans l'atelier familial. Elles sont principalement destinées à la décoration de l'église et du couvent parrainés par Margherita Gonzaga, duchesse de Ferrare. Elle est également connue pour ses portraits des femmes de la famille Gonzaga.